# ییغیت‌پیناری (احسانیه)
ییغیت‌پیناری (به ترکی استانبولی: Yiğitpınarı) یک منطقهٔ مسکونی در ترکیه است که در احسانیه واقع شده‌است.